# Cloruro de estaño(IV)
El cloruro de estaño(IV) , también denominado tetracloruro de estaño o cloruro estánico es un compuesto químico con la fórmula SnCl4. A temperatura ambiente es un líquido incoloro, que se evapora en contacto con el aire, dando un olor punzante. Fue descubierto por Andreas Libavius (1550-1616) y era conocido como "spiritus fumans libavii".

## Preparación
Se prepara a partir de la reacción de gas cloro con estaño elemental:
Sn + 2 Cl2 → SnCl4

## Reacciones
Cuando se lo mezcla con una pequeña cantidad de agua se forma una masa cristalina semisólida de pentahidrato, SnCl4.5H2O.  Antiguamente la misma era denominada manteca de estaño. Este compuesto obedece a la fórmula [SnCl4(H2O)2].3H2O, y consiste en unidades cis-[SnCl4(H2O)2]  enlazadas en cadenas con tres moléculas de agua de hidratación.
Con ácido clorhídrico se forma el complejo [SnCl6]2− produciendo el llamado ácido hexacloroestánico.
El cloruro de estaño anhidro(IV) es un ácido de Lewis fuerte y se conoce sobre la existencia de complejos con, por ejemplo amoníaco, fosfina y pentacloruro de fósforo. El SnCl4 se utiliza en reacciones Friedel-Crafts como un catalizador para la alquilación homogénea y ciclación.
Con reactivos de Grignard, se pueden preparar compuestos tetraalquiltinos:
SnCl4 + RMgCl → SnR4 + MgCl2

## Usos
El cloruro estánico se utilizó como arma química en la Primera Guerra Mundial, ya que se formaba un denso humo irritante (pero no mortal)  en el aire, se sustituyó por una mezcla de tetracloruro de silicio y tetracloruro de titanio cerca del final de la Guerra debido a la escasez de estaño. también se utiliza en la industria de contenedores de vidrio para la fabricación de un recubrimiento externo que contiene óxido de estaño(IV)  que endurece el vidrio. Es un material de partida para los compuestos orgánicos de estaño.
El cloruro estánico se utiliza en reacciones químicas como fumante (90%) de ácido nítrico para la nitración selectiva de anillos aromáticos activados en presencia de los no activados.